# Philodicus ceylanicus
Philodicus ceylanicus là một loài ruồi trong họ Asilidae. Philodicus ceylanicus được Schiner miêu tả năm 1868.